# تساروتسی، استان وارنا
تساروتسی (به بلغاری: Tsarevtsi) روستایی در بلغارستان است که در شهرستان آورن واقع شده‌است. تساروتسی ۸۹۱ نفر جمعیت دارد.